# Анна Оулафсдоуттир
Анна Оулафсдоуттир (исл. Anna Ólafsdóttir; 2 сентября 1932 — 21 января 2013, Рейкьявик) — исландская пловчиха. Участница летних Олимпийских игр 1948 года. Первая женщина, представлявшая Исландию на Олимпийских играх.

## Биография
Анна Оулафсдоуттир родилась 2 сентября 1932 года.
Выступала в соревнованиях по плаванию за «Глимуфьелагид Аурманн» из Рейкьявика. В 1948—1950 годах была многократной рекордсменкой Исландии на дистанциях 50, 100, 200, 400, 500 метров брассом, 200 и 400 метров на спине.
В 1948 году вошла в состав сборной Исландии на летних Олимпийских играх в Лондоне. На дистанции 200 метров брассом заняла в четвертьфинале последнее, 8-е место, показав результат 3 минуты 19,9 секунды и уступив 3,7 секунды попавшей в полуфинал с 6-го места Лило Коби из Швейцарии.
Олафсдоуттир стала первой женщиной, представлявшей Исландию на Олимпийских играх: она стартовала в первом заплыве, а Тоурдис Аурнадоуттир, выступавшая в той же дисциплине, — в третьем.
Умерла 21 января 2013 года в Рейкьявике.

## Личные рекорды
- 50 метров вольным стилем — 37,2 (1949)[4]
- 100 метров вольным стилем — 1.24,4 (1950)[4]
- 50 метров брассом — 42,0 (1948)[4]
- 100 метров брассом — 1.29,3 (1948)[4]
- 200 метров брассом — 3.08,2 (1948)[4]
- 400 метров брассом — 6.56,6 (1948)[4]
- 500 метров брассом — 8.42,2 (1948)[4]
- 50 метров на спине — 41,3 (1949)[4]
- 100 метров на спине — 1.28,5 (1949)[4]
- 200 метров на спине — 3.38,6 (1948)[4]
- 400 метров на спине — 7.27,4 (1948)[4]